# Pennisi
Pennisi è una frazione del comune di Acireale, nella Città metropolitana di Catania.

## Geografia fisica
Si trova ad ovest del capoluogo comunale, a circa 6 chilometri, nel territorio un tempo occupato dal Bosco d'Aci, lungo la strada per Pisano Etneo, frazione di Zafferana Etnea.

## Storia
Formatasi negli ultimi anni del XIX secolo, negli ultimi decenni del XX secolo è cresciuta come zona residenziale.

## Monumenti e luoghi d'interesse

### Architetture religiose
- Chiesa di Santa Maria del Carmelo e Sant'Emidio

La chiesa, costruita alla fine del XIX secolo grazie ai contributi personali dei fratelli sacerdoti Salvatore e Mario D'Agata, fu aperta al culto nell'anno 1900 ed è dedicata a Santa Maria del Carmelo e a Sant'Emidio. All'interno si trovano pregevoli affreschi raffiguranti la vita di Sant'Emidio, l'apparizione della Vergine sul Monte Carmelo e del giudizio universale. È stata elevata a chiesa parrocchiale nel 1922. Poiché il paese si trova in prossimità della faglia di Fiandaca, più volte la struttura subì ingenti danni durante il terremoto del 1914, dove crollò la volta, furono qui ricostruiti del tutto la facciata, la volta e il tetto, fu riaperta solo nel 1931, nel 1984 subì alcuni danni nella volta dell'abside.
L’opera instancabile di Monsignor Mario D’Agata non si limitò alla costruzione della chiesa. In una sua proprietà, poco distante dal luogo di culto, esisteva una torretta formata da pietre sottratte al terreno sciaroso. Su di esso egli volle che vi fosse collocata una statua di Gesù Redentore, realizzata nel 1906, rivolta in direzione della chiesa con accanto una grotta dove collocare una statua della Madonna Addolorata.
- Chiesa di Santa Maria delle Grazie

Poco più a valle di Pennisi, in località Fiandaca, sorge una chiesa dedicata a Santa Maria delle Grazie, della prima metà del XIX secolo, costruita dalla famiglia Fiandaca (da cui la contrada prende il nome) sul proprio fondo ad uso dei villani dei vigneti circostanti. In particolare, la chiesa di Santa Maria delle Grazie di Fiandaca fu edificata come cappella privata, in un fondo della famiglia Fiandaca, a spese dei proprietari nei primi anni del XIX secolo. Questa stessa venne danneggiata dai terremoti del 1864 e del 1879, rasa al suolo da quello dell’8 agosto 1894, restaurata nel 1904 ed eretta a Vicaria autonoma il 28 novembre 1927 dal Vescovo Monsignor Salvatore Ballo, Amministratore Apostolico di Lipari e Acireale.

## Società

### Tradizioni e folclore
La Festa di Santa Maria del Monte Carmelo ricorre il 16 luglio, mentre quella di Sant'Emidio l'11 agosto.

## Economia
L'economia è basata sull'agricoltura e sul commercio.